# Кнеборт, Франтишек
Франти́шек Кне́борт (чеш. František Knebort; род. 19 января 1944, Прага) — чехословацкий футболист, играл на позиции нападающего. Серебряный призёр Олимпийских игр (1964).

## Биография

### Клубная карьера
Кнеборт большую часть карьеры играл за такие клубы как «Богемианс 1905», пражская «Славия» и пражская «Дукла». Главные его успехи и титулы были связаны с «Дуклой», с которой он выиграл два чемпионских титула и Кубок Чехословакии в 1966 году. Помимо этого, он играл за «Теплице» и «Смихове», в котором игровую закончил карьеру.

### Карьера в сборной
В составе сборной Чехословакии на олимпийском футбольном турнире 1964 года сыграл один матч со сборной Бразилии, который завершился победой Чехословакии со счётом 1:0. На том турнире сборная Чехословакии завоевала серебряные медали.

## Достижения
«Дукла» (Прага)
- Чемпион Чехословакии (2) : 1962/63, 1965/66
- Обладатель Кубка Чехословакии (1) : 1965/66